# Dave Smith (kajakarz)
David „Dave” Smith (ur. 13 lutego 1987 w Shellharbour) – australijski kajakarz. Złoty medalista olimpijski z Londynu.
Zawody w 2012 były jego drugimi igrzyskami olimpijskimi, debiutował w 2008 w Pekinie. W 2012 triumfował w czwórce na dystansie 1000 metrów. Osadę tworzyli także Tate Smith (niespokrewniony), Murray Stewart i Jacob Clear. W K-4 był srebrnym medalistą mistrzostw świata w 2011, w K-2 był drugi w 2009.